# Liste der Stolpersteine in Seelow

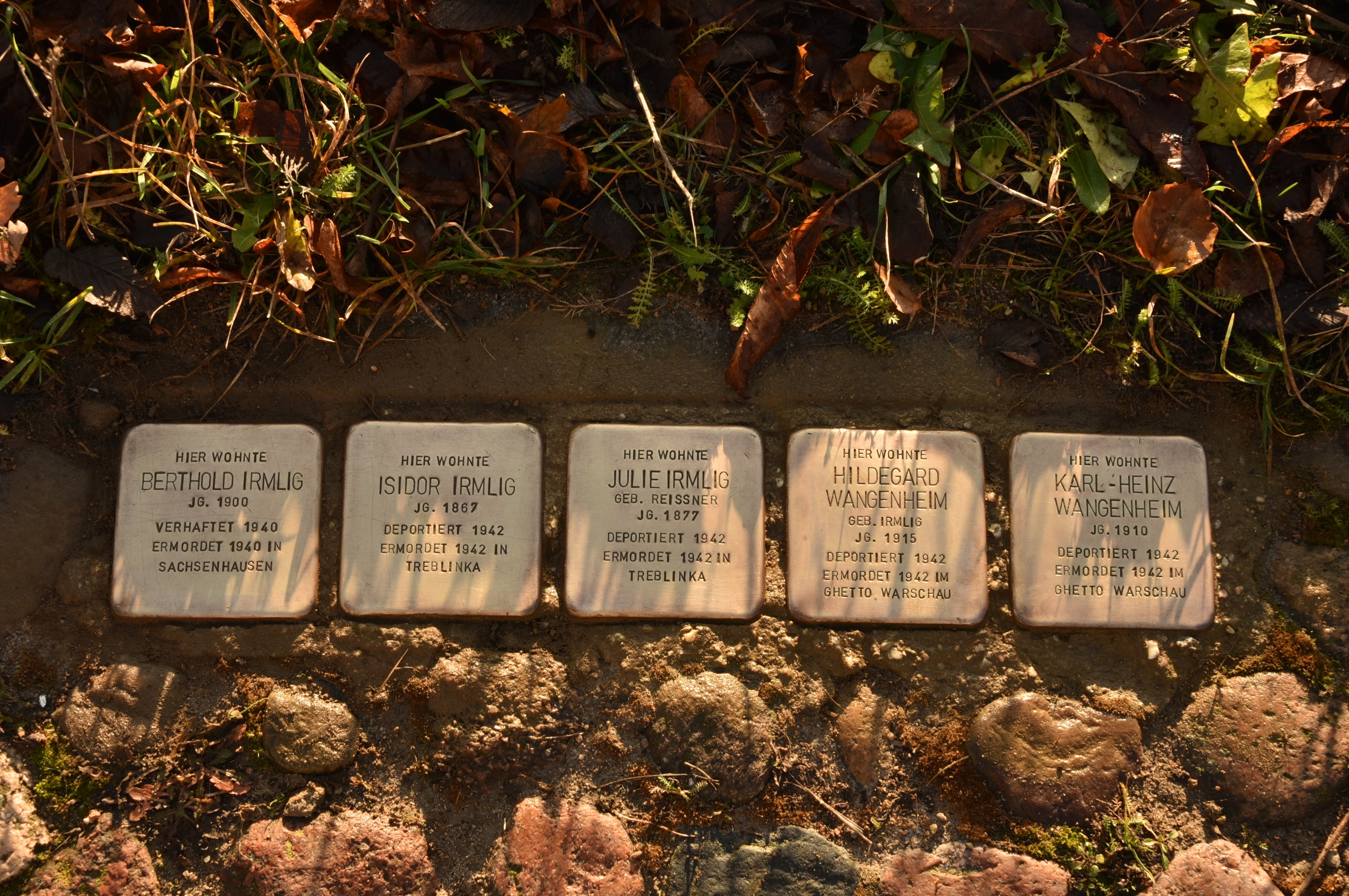
Stolpersteine in Seelow

In der Liste der Stolpersteine in Seelow werden die vorhandenen Stolpersteine aufgeführt, die im Rahmen des Projektes des Künstlers Gunter Demnig in der brandenburgischen Stadt Seelow bisher verlegt worden sind.
Die Stolpersteine erinnern an das Schicksal der Menschen, die von den Nationalsozialisten ermordet, deportiert, vertrieben oder in den Suizid getrieben wurden. Die Stolpersteine werden in der Regel von Gunter Demnig vor dem letzten selbstgewählten Wohnsitz des Opfers verlegt.

## Liste der Stolpersteine
In Seelow wurden zwölf Stolpersteine an vier Anschriften verlegt.
Die Tabelle ist teilweise sortierbar; die Grundsortierung erfolgt alphabetisch nach dem Familiennamen.
| Stolperstein    | Inschrift | Verlegeort           | Name, Leben           |
| --------------- | --- | -------------------- | --------------------- |
| Bild gesucht BW | ELLI COHN GEB. STERN JG. 1919 ZWANGSARBEIT 1940/1943 HEIRAT IN SEELOW 1941 DEPORTIERT 1943 ERMORDET 1943 IN AUSCHWITZ | Am Schweizerhaus     | Elli Cohn             |
|                 | HEINZ COHN JG. 1914 ZWANGSARBEIT 1940/1943 HEIRAT IN SEELOW 1941 DEPORTIERT 1943 ERMORDET 1944 IN AUSCHWITZ           | Am Schweizerhaus     | Heinz Cohn            |
|                 | MATHEL COHN JG. 1942 DEPORTIERT 1943 ERMORDET 1943 IN AUSCHWITZ                                                       | Am Schweizerhaus     | Mathel Cohn           |
|                 | HIER WOHNTE BERTHOLD IRMLIG JG. 1900 VERHAFTET 1940 ERMORDET 1940 IN SACHSENHAUSEN                                    | Kleine Kirchstraße 9 | Berthold Irmlig       |
|                 | HIER WOHNTE ISIDOR IRMLIG JG. 1867 DEPORTIERT 1942 ERMORDET 1942 IN TREBLINKA                                         | Kleine Kirchstraße 9 | Isidor Irmlig         |
|                 | HIER WOHNTE JULIE IRMLIG GEB. REISSNER JG. 1877 DEPORTIERT 1942 ERMORDET 1942 IN TREBLINKA                            | Kleine Kirchstraße 9 | Julie Irmlig          |
|                 | HIER WOHNTE ADELHEID PHILIPPSBORN GEB. REISSNER JG. 1879 DEPORTIERT 1942 ERMORDET 1942 IM GHETTO WARSCHAU             | Berliner Straße 46   | Adelheid Philippsborn |
|                 | HIER WOHNTE LOUIS REISSNER JG. 1882 DEPORTIERT 1942 ERMORDET 1942 IM GHETTO WARSCHAU                                  | Berliner Straße 20   | Louis Reissner        |
|                 | HIER WOHNTE MARTHA REISSNER GEB. RAUSCHMANN JG. 1887 DEPORTIERT 1942 ERMORDET 1942 IM GHETTO WARSCHAU                 | Berliner Straße 20   | Martha Reissner       |
|                 | HIER WOHNTE RUTH REISSNER JG. 1915 DEPORTIERT 1942 ERMORDET 1942 IN RIGA                                              | Berliner Straße 20   | Ruth Reissner         |
|                 | HIER WOHNTE HILDEGARD WANGENHEIM GEB. IRMLIG JG. 1915 DEPORTIERT 1942 ERMORDET 1942 IM GHETTO WARSCHAU                | Kleine Kirchstraße 9 | Hildegard Wangenheim  |
|                 | HIER WOHNTE KARL-HEINZ WANGENHEIM JG. 1910 DEPORTIERT 1942 ERMORDET 1942 IM GHETTO WARSCHAU                           | Kleine Kirchstraße 9 | Karl-Heinz Wangenheim |

## Verlegedatum
Die Stolpersteine in Seelow wurden am 8. August 2011 vom Künstler Gunter Demnig persönlich verlegt.